# Ubud

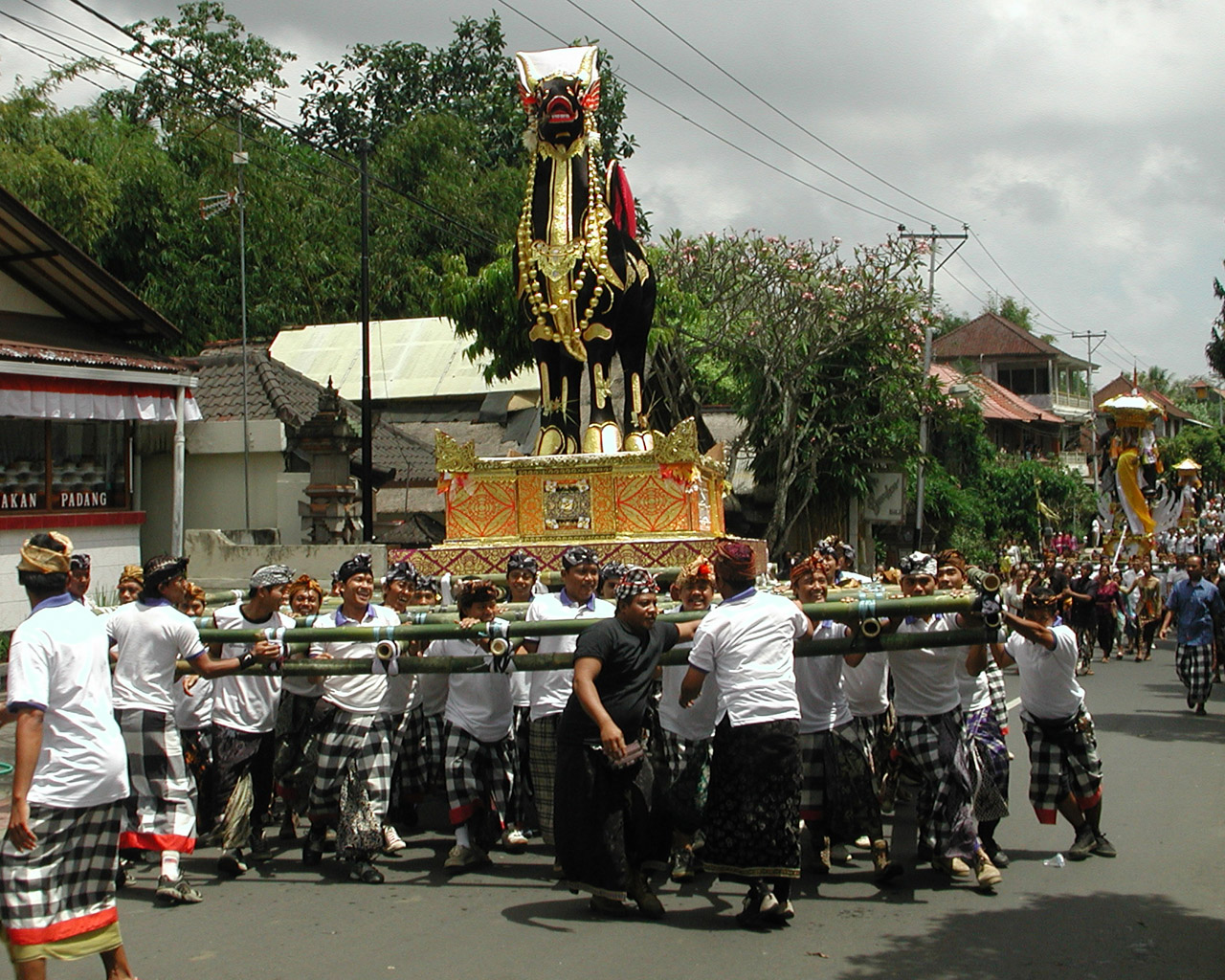
Procissão de cremação em Ubud

Ubud é uma cidade da ilha indonésia de Bali, localizada entre plantações de arroz e vilas agrícolas, no kabupaten (regência) de Gianyar. É considerada um dos maiores centros de artes e cultura de Bali, com o turismo crescendo cada vez mais.
Em 2012, tinha 34 034 habitantes. Hoje em dia é cada vez mais difícil de distinguir a cidade em si dos vários vilarejos que estão a sua volta, não existindo um perímetro oficial. A área em volta da cidade consiste em pequenos vilarejos, fazendas, plantações de arroz e uma densa floresta.

## História
Uma lenda do século XVIII conta sobre um padra Javanês, Rsi Markendya, que meditou no encontro de dois rios (ambiente favorável para os Hindus) na localização de Campuan, em Ubud. Nesse local, fundou o templo Gunung Lebah, que é um local de destino de peregrinos.
A cidade de Ubud era originalmente, uma fonte importante de plantas e ervas medicinais; sendo seu nome proveniente da palavra Balinesa "ubad", que significa medicamento.
No final do século XIX, Ubud se tornou local dos lordes feudais que eram devotos do rei de Gianyar, um dos mais poderosos estados do sul de Bali. Os lordes eram membros das casta balinesa de Sukawati, e eram grande contribuintes da crescente cena artística do vilarejo.
Um grande aumento da energia criativa na cidade deu-se na década de 60 após a chegada do pintor holandês Arie Smith e com o desenvolvimento do Movimento de Jovens Artistas. Mesmo com o crescimento do turismo na região, a cena artística ainda continua muito forte.

## Ruas
A rua principal da cidade é a Jalan Raya Ubud (Jalan Raya significa rua principal), que percorre de leste a oeste pelo centro da cidade. Duas ruas compridas, Jalan Monkey Forest e Jalan Hanoman, fazem a extensão para o sul da Jalan Raya Ubud.

## Construções
Puri Saren Agung é um grande palácio localizado na interseção das ruas Monkey Forest e Raya Ubud. A residência de Tjokorda Gede Agung Sukawati (1910-1978), o último monarca de Ubud, ainda é propriedade da família real. Danças, performances e cerimônias acontecem, eventualmente, em seu quintal. O palácio também já foi um dos primeiros hotéis de Ubud, abrindo suas portas na década de 30.
Existem vários templos hindus na cidade, tais como o Pura Desa Ubud, que é o templo principal, o Pura Taman Saraswati e o Pura Daçe, Agung Padangtegal, o templo da morte. O templo Gunung Kawi é o local onde estão as tumbas reais. Goa Gajah, também conhecido como Caverna do Elefante, está localizado em um vale logo saindo de Ubud, perto da cidade de Bedulu.

## Economia
A economia de Ubud se baseia em grande parte do turismo focado em cultura, yoga e natureza. em contraste com a área turística principal de Bali, localizada no sul da ilha, Ubud possui florestas, rios, temperaturas mais amenas e menos congestionamento do trânsito, por mais que o último venha crescido bastantes de uns tempos para cá. Diversos hotéis, no estilo "boutique" estão localizados dentro e em volta da cidade, tais como o Tjampuhan Hotel, que normalmente oferecem tratamentos em spas e trilhas em montanhas próximas.

## Cultura

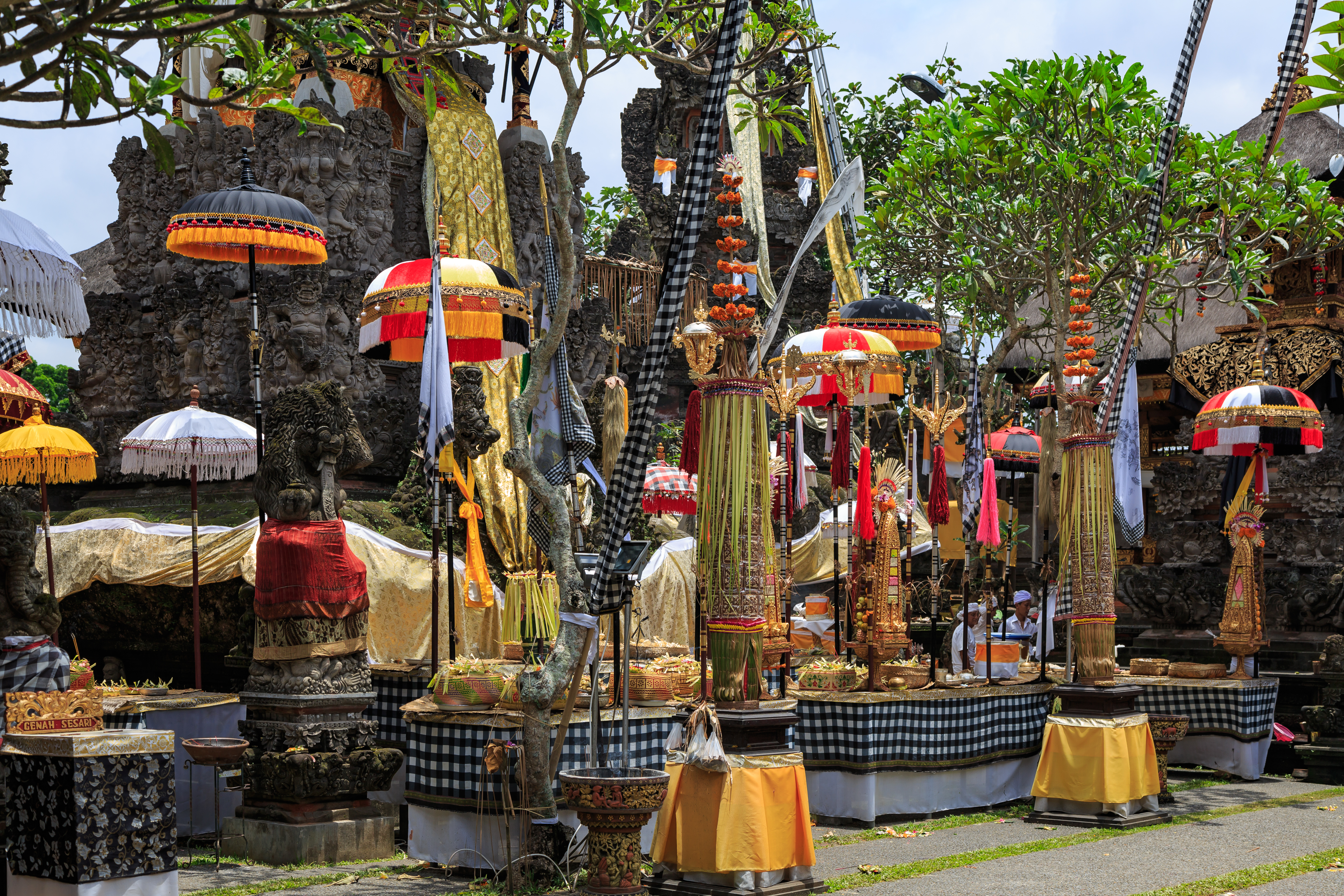
Pura Dalem Puri, um templo hindu em Ubud

A cidade possui diversos museus de artes, como o Museu Blanco Renaissance, o Museu  Puri Lukisan, o Museu Neka Art e o Museu de Arte Agung Rai.
Há também a Tek Tok, que é uma dança tradicional balinesa, acompanhada por sons musicais formados a partir da boca dos participantes, fazendo o som "tek tok", junto de combinações de movimentos corporais e outros sons.
A guerra entre o Bem e o Mal virou parte da filosofia de vida que nunca foi abandonada. a estória da dança Tek Tok "Draupadi Parwa" passa uma mensagem moral que diz que quando a mulher que tem como virtudes a paciência, o sacrifício, a compaixão, a devoção e a sinceridade sagrada não é respeitada, então desastres e calamidades irão cair pelo reinado. Essa estória também passa a mensagem de que a verdade, virtude, devoção e a compaixão genuína irão sempre ser protegidas por Deus. A performance Tek Tok acontece normalmente no Centro Cultural de Bali (BCC), quatro vezes por semana.

## Natureza
A Ubud Monkey Forest é uma reserva natural sagrada localizada ao sul da Jalan Monkey Forest. Ela abriga o templo da morte e aproximadamente 340 macacos-caranguejeiros que ali vivem.
A trilha de Capuhan tem como destino, uma localização onde você pode observar o encontros dos rios Tukad Yeh Wos Kiwa e Tukad Yes Wos Tengen. Essa trilha possui um caminho pavimentado de 1 metro de largura e 2 kilometros de distância até o topo da montanha.